# Trattato di Parigi (1783)
Con il trattato di Parigi del 3 settembre 1783 (detto anche trattato di Versailles del 1783), il Regno di Gran Bretagna, il Regno di Francia, il Regno di Spagna, le Province Unite e i neonati Stati Uniti d'America (ex Tredici colonie) chiudono il conflitto, che durava da otto anni, fra il primo e le altre quattro.

## Descrizione
Il trattato sancisce la fine della guerra d'indipendenza americana e dei conflitti collegati (la guerra anglo-francese, la guerra anglo-spagnola e la quarta guerra anglo-olandese) e consiste sommariamente:
- nel riconoscimento da parte della Gran Bretagna dell'indipendenza delle Tredici colonie (divenute ormai Stati Uniti d'America);
- nella rinuncia da parte della Gran Bretagna ai territori fra i monti Allegani e il Mississippi, che diventava la linea di frontiera fra gli Stati Uniti d'America e i possedimenti spagnoli nel nord America;
- nel diritto di libera navigazione del Mississippi sia per le imbarcazioni britanniche che per quelle degli Stati Uniti;
- nel mantenimento da parte della Gran Bretagna e della sua Compagnia della Baia di Hudson del territorio del Canada britannico (il più ricco di animali da pelliccia, il cui commercio costituiva il pilastro dell'economia nordamericana dell'epoca[1]): rivalità commerciali tra Gran Bretagna e Stati Uniti condurranno alla Guerra anglo-americana, risolta col Trattato di Gand (1814) e con quello di Rush-Bagot (1817), che impose la smilitarizzazione della zona dei Grandi Laghi;
- nella restituzione alla Gran Bretagna delle isole delle Antille occupate dalla Francia;
- nella restituzione alla Francia dell'isola di Tobago e di alcuni avamposti fortificati sulla costa del Senegal;
- nella restituzione al Regno di Spagna ed alle Province Unite delle colonie occupate dalla Gran Bretagna;
- nel passaggio della Florida dalla Gran Bretagna alla Spagna, che la cederà agli Stati Uniti nel 1819;
- nella risistemazione dei territori di competenza di Francia e Gran Bretagna in India.

Il trattato venne firmato all'Hotel d'York, al n° 56 di rue Jacob nel VI arrondissement, nei pressi dell'ambasciata britannica, situata al n° 47.

## Galleria d'immagini

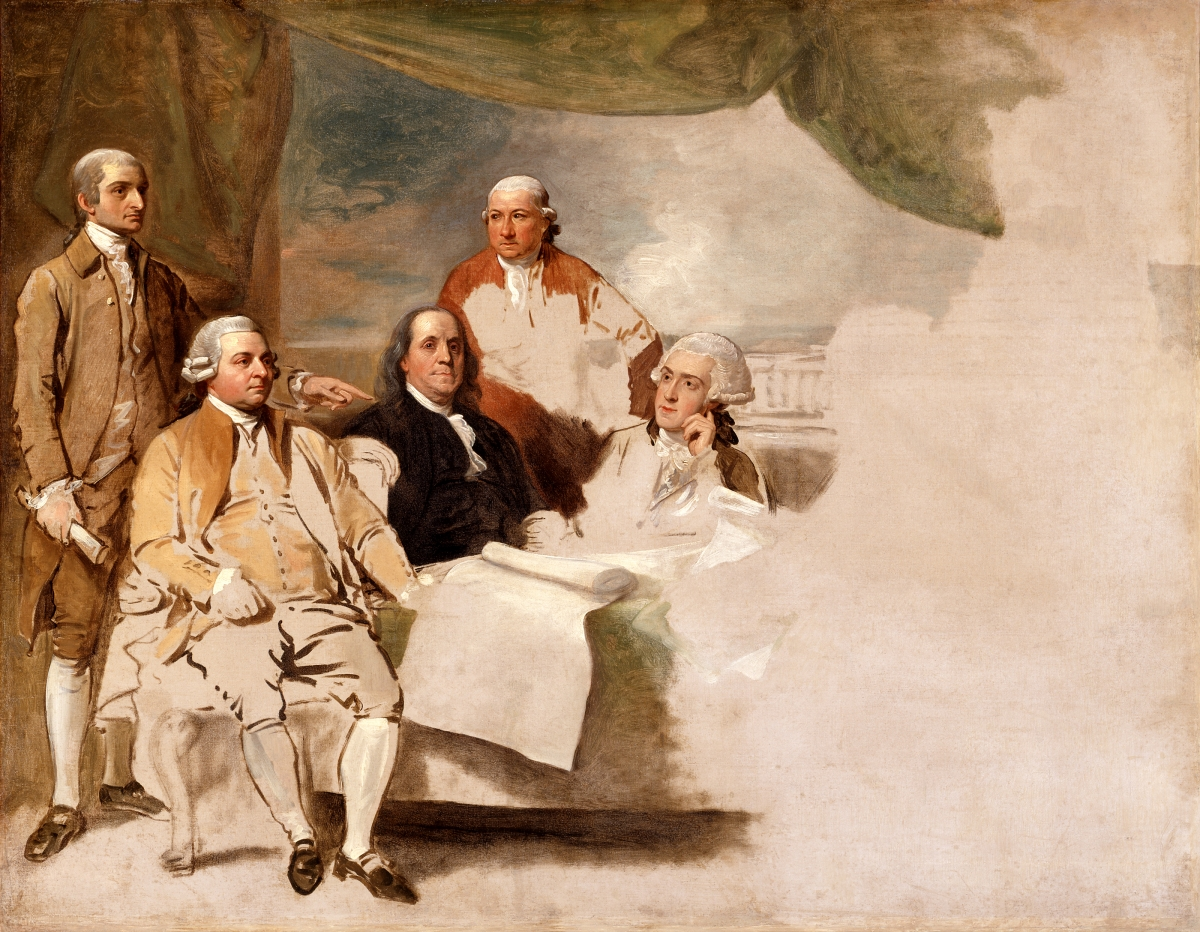
Trattato di Parigi, quadro di Benjamin West (1783) che ritrae la delegazione degli Stati Uniti al Trattato di Parigi formata da: John Jay, John Adams, Benjamin Franklin, Henry Laurens e William Temple Franklin. Il delegato britannico David Hartley si rifiutò di posare e quindi il ritratto rimase incompiuto.
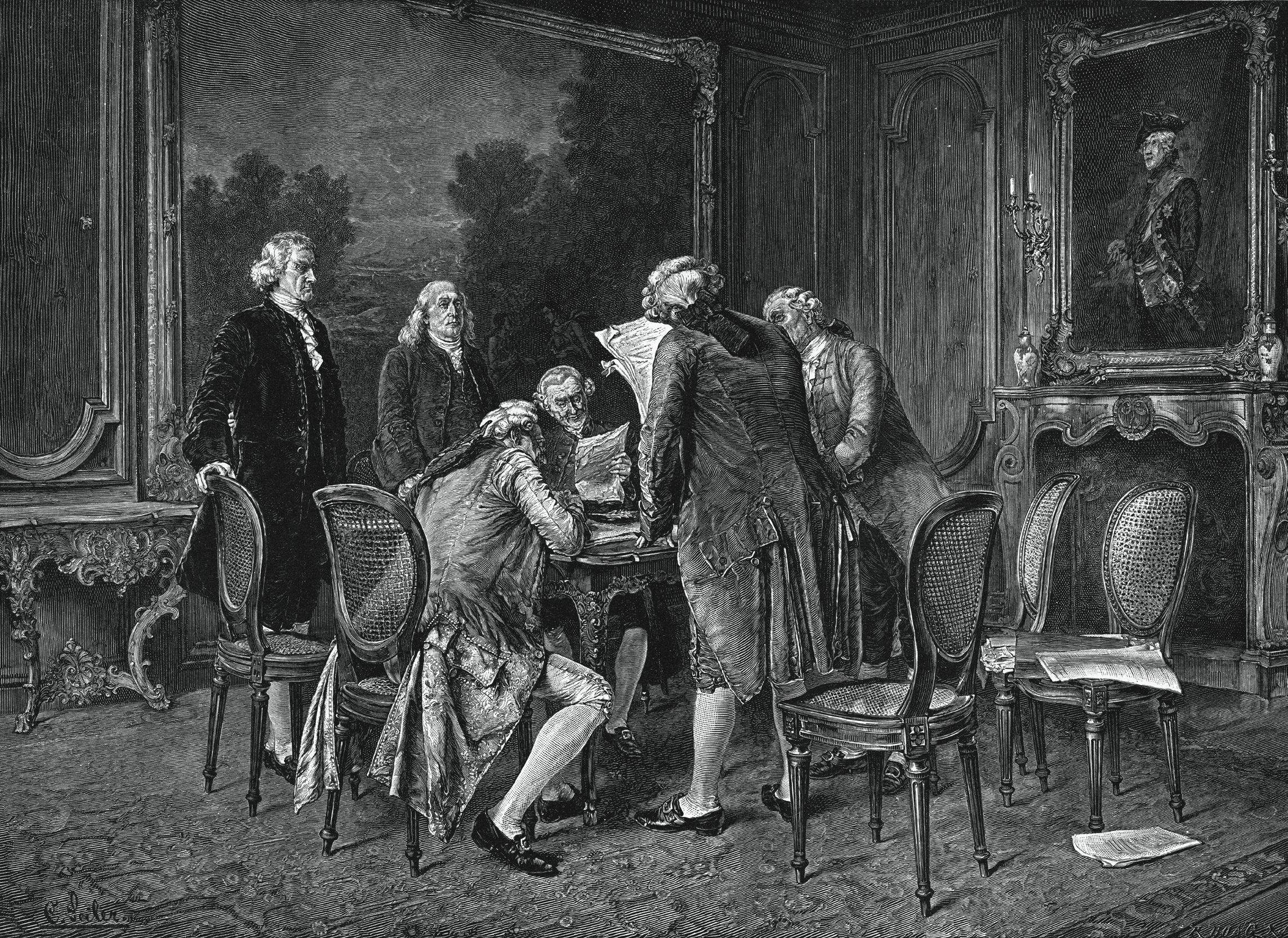
Firma dei preliminari del Trattato di Parigi il 30 novembre 1782
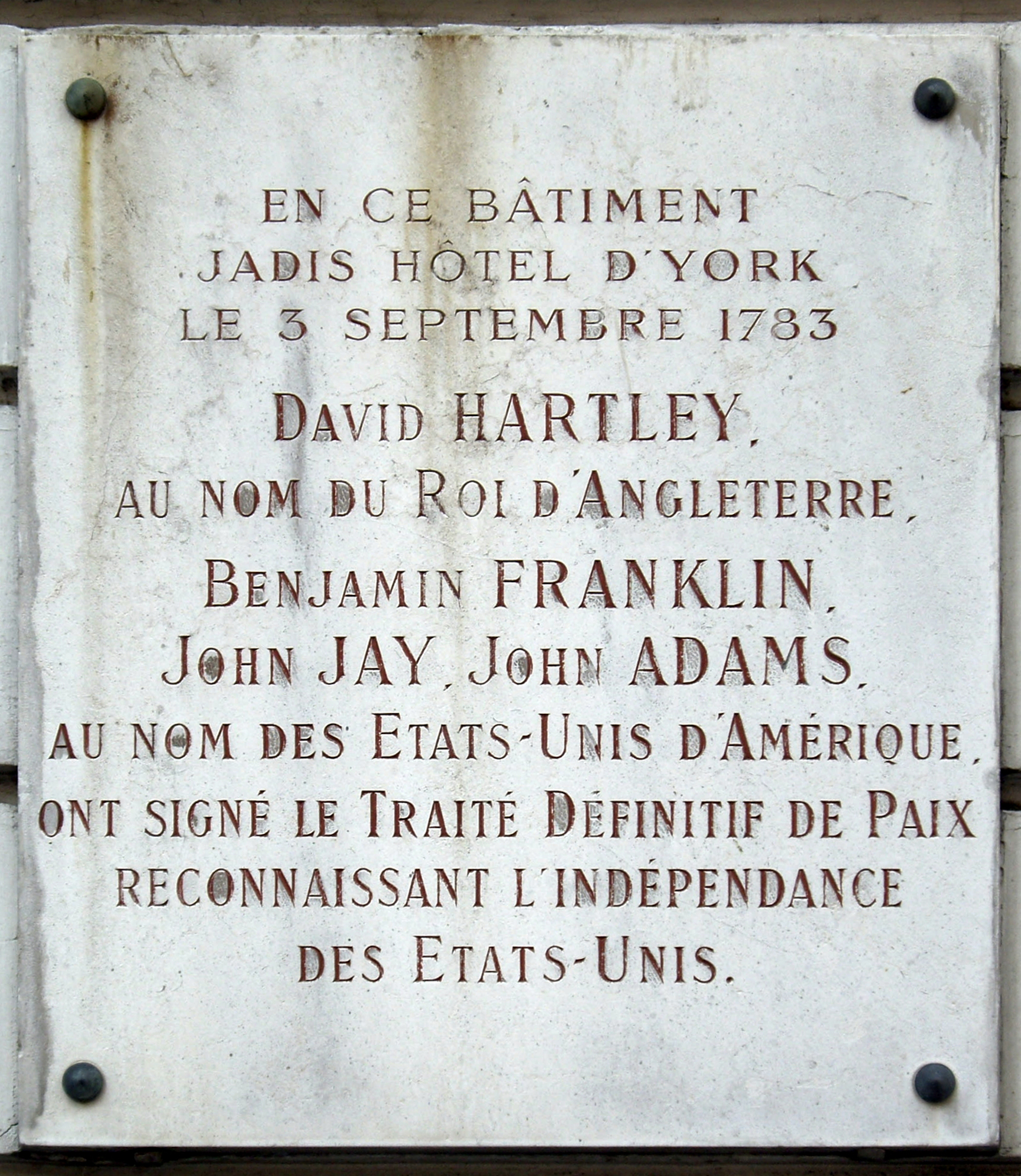
Placca all'Hotel d'York al n° 56 di rue Jacob
Mappa con le decisioni prese dal trattato.
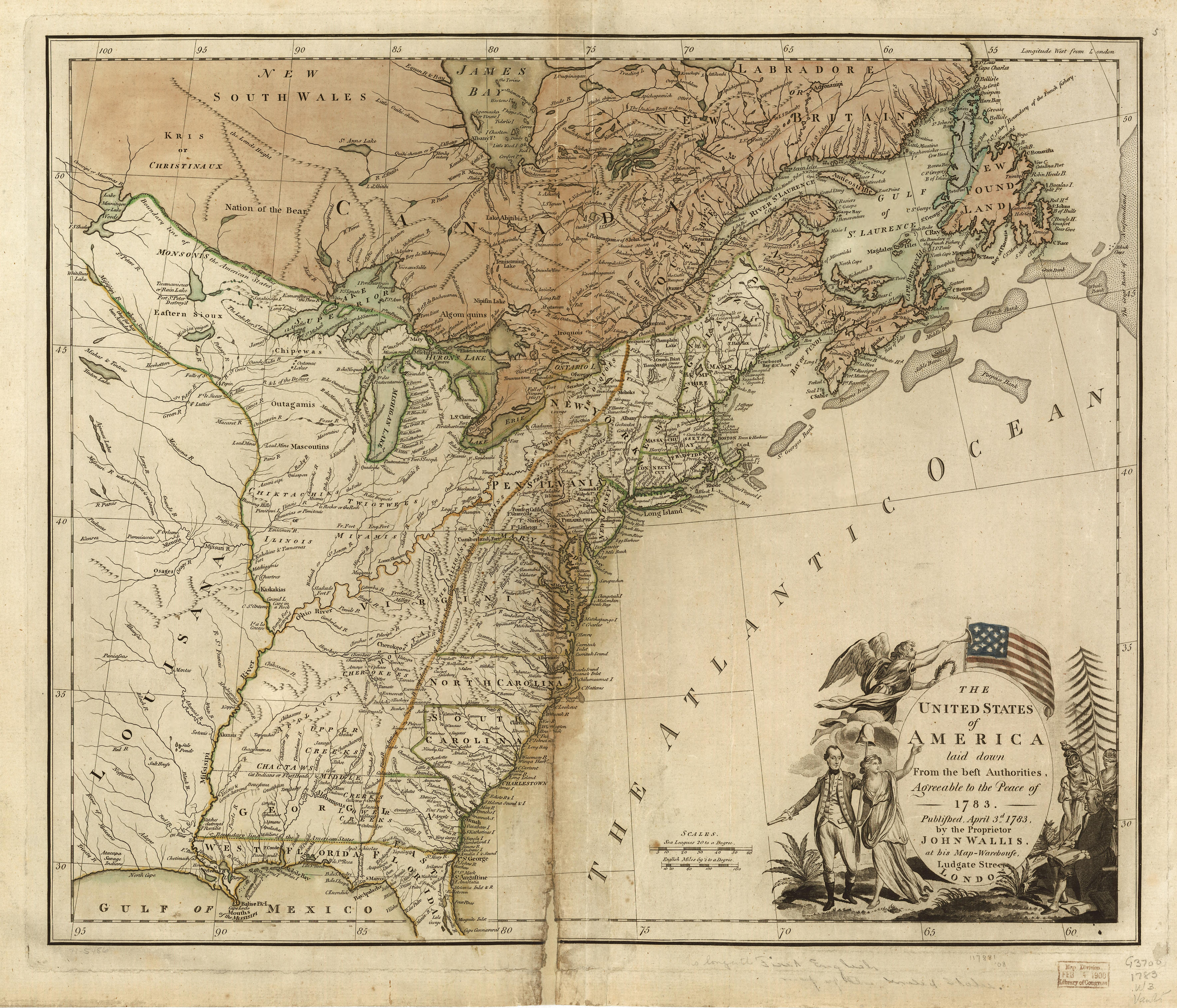
Mappa di John Wallis del 1783 rappresenta la prima mappa stampata della nuova nazione